# Blaasinstrument

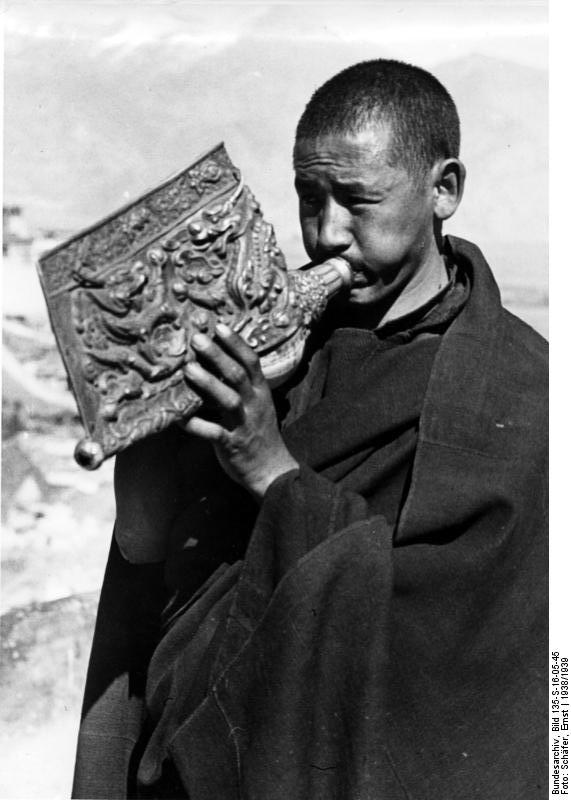
Monnik met blaasinstrument, foto genomen tijdens Tibetexpeditie in 1938

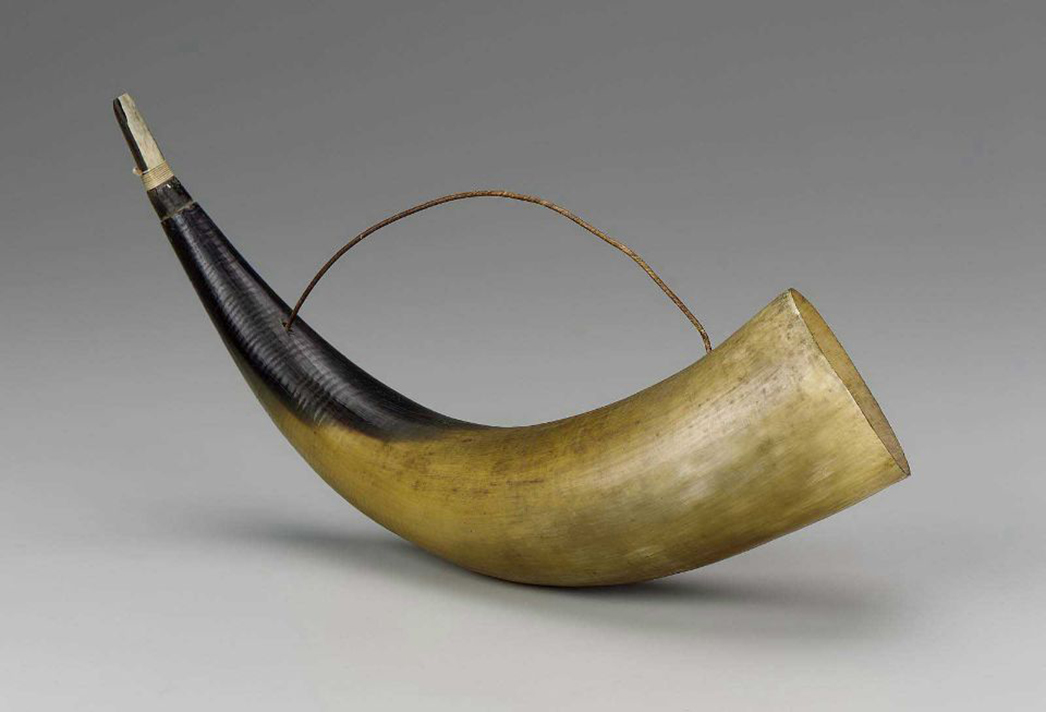
Erke

Een blaasinstrument is een muziekinstrument waarmee geluid voortgebracht wordt door lucht te blazen in of over het instrument. De toon ontstaat doordat de lucht die geblazen wordt in of over het mondstuk aan het ene uiteinde van een resonator, meestal een klankbuis, de luchtkolom in de resonator in trilling brengt. De effectieve lengte van de resonator bepaalt, samen met de blaastechniek, de toonhoogte van de voortgebrachte toon. Bij de meeste blaasinstrumenten kan de effectieve lengte van de resonator door de speler beïnvloed worden door middel van gaten, een uitschuifbare buis, kleppen of ventielen, of een combinatie hiervan. 
Veruit de meeste blaasinstrumenten worden gerekend tot de aerofonen, uitzondering is bijvoorbeeld de kazoo. Lang niet alle aerofonen zijn echter blaasinstrumenten, zoals de accordeon of het pijporgel. Bij de blaasinstrumenten horen ook de meeste doedelzakken, behalve de uilleann pipes.
Het op de juiste manier aanblazen van een blaasinstrument is essentieel voor een goede toon en klank. Voor het blazen is vaak een zekere druk nodig, de ademsteun genoemd, en het op de juiste manier gebruiken van de lippen om de luchtstroom te sturen of tot trilling te brengen, de embouchure genoemd. Er zijn verschillende ademhalingstechnieken, maar de techniek die geadviseerd wordt is de middenrifademhaling. Er zijn ook bespelers van blaasinstrumenten die gebruikmaken van circulaire ademhaling. Hierbij is het mogelijk om tegelijkertijd door te spelen en adem te halen.
In de westerse cultuurmuziek zijn er specifiek orkesten, die hoofdzakelijk uit blaasinstrumenten bestaan, zoals het harmonieorkest, de fanfare en de brassband, naast slagwerk en soms een snaarinstrument (harp, contrabas).

## Hout- en koperblazers
In de westerse klassieke muziek worden blaasinstrumenten traditioneel onderverdeeld in de houtblaasinstrumenten  en de koperblaasinstrumenten, vaak aangegeven met 'het hout' en 'het koper'. Deze namen duiden niet op het materiaal waarvan de instrumenten zijn gemaakt, maar op de wijze waarop de toon wordt voortgebracht. Er zijn bovendien veel blaasinstrumenten die niet in westerse symfonie- of harmonieorkesten voorkomen en niet volgens deze traditionele indeling in hout en koper in zijn te delen. De indeling hout/koper is dus een onvolledige indeling, waar niet alle blaasinstrumenten in kunnen worden ondergebracht. 
- Tot het hout worden de instrumenten gerekend waarbij de toon wordt voortgebracht door een labium, een enkel- of dubbelriet. Hiertoe rekent men ook instrumenten die meest van metaal zijn, zoals orgel, dwarsfluit, mondharmonica, accordeon, harmonium. Een goedkope blokfluit is tegenwoordig vaak van plastic.
- Bij het koper wordt de toon voortgebracht door de in het mondstuk trillende lippen van de speler. De midwinterhoorn en de alpenhoorn zijn van hout, maar worden toch tot het koper gerekend.

## Indeling op basis van de wijze waarop de toon wordt gevormd
De verschillende manieren waarop de toon wordt voortgebracht staan hieronder opgesomd. In deze opsomming zijn ook aerofonen anders dan blaasinstrumenten opgenomen.

### Labium
De meeste instrumenten die in het Nederlands met fluit aangeduid worden zijn instrumenten waarbij de luchtstroom op een scherpe rand, het labium wordt gericht.
bamboefluit – blokfluit – dvojnice - kaval – dwarsfluit – panfluit – piccolo – flageolet – quena – sjofar – shakuhachi – zummara

### Enkel riet
Instrumenten waarbij het geluid met een enkel riet wordt veroorzaakt. 

Riet tussen lip en mondstuk:
chalumeau - klarinet – saxofoon – taragot
Riet in afgesloten ruimte (mond/zak/ kap)
doedelzak, sommige vormen

### Dubbelriet
Instrumenten waarbij het geluid met een dubbelriet wordt veroorzaakt. 

Riet tussen beide lippen:
althobo – contrafagot – doedoek - dulciaan – fagot – hobo - pommer – schalmei - sordune
Riet in afgesloten ruimte (mond/ zak/ kap):
althobo - cornemuse - doedelzak – kortholt – kromhoorn – musette – pommer – ranket – regaal – ruispijp - sarrusofoon – zurna
De uilleann pipes is weliswaar aerofoon, maar geen blaasinstrument. Het instrument is wel weer zeer verwant aan de enkel- en dubbelrietblaasinstrumenten.

### Doorslaande tong
Naast de hout- en koperblaasinstrumenten zijn er aerofonen waarbij de toon wordt voortgebracht door een doorslaande metalen tong. Een, meestal metalen, strook materiaal, een tong, kan heen en weer bewegen door een nauwsluitende opening in een plaat. De toonhoogte die de tong veroorzaakt kan worden veranderd, gestemd door de tong aan zijn tip te verzwaren of wat lichter te maken.
melodica - mondharmonica
Hieraan nauw verwante instrumenten (wel aerofonen, maar geen blaasinstrument) zijn:
accordeon – bandoneon – concertina – harmonium – trekzak

### Lippen
Door een luchtstroom tussen de lippen door in een mondstuk te persen worden de lippen zelf in trilling gebracht. De meeste bespelers van instrumenten die geluid op deze manier produceren worden koperblazers genoemd. Er wordt ook nog onderscheid gemaakt tussen 'scherp koper' en 'zacht koper':
Zacht koper
 alpenhoorn – bombardon – bronselur – bugel – eufonium – hoorn – jachthoorn – klaroen – mellofoon – midwinterhoorn - ophicleïde – tuba – serpent – sousafoon – zink
Scherp koper
 kornet – trombone – trompet - piston

### Overige
Sommige instrumenten zijn niet zo gemakkelijk in te delen
didgeridoo – orgel - horlepijp
Het orgel, geen blaasinstrument, wel een aerofoon, is uit de doedelzak ontstaan, maar het heeft vaak een verzameling registers, die soms op riet, labium of doorslaande tong kan zijn gebaseerd.